# Xavier Plumas
Xavier Plumas est chanteur, guitariste, harmoniciste français et auteur des paroles du groupe Tue-Loup.
Il fait également partie du groupe De Vasconcelos avec au chant Marlène Étienne et aux guitares Xavier Plumas et Thierry Plouze tous deux membres de Tue-Loup.
Il sort son premier album solo La Gueule du Cougouar le 19 janvier 2009 et édité chez Pias.

## Discographie
avec Tue-Loup

### Albums studio
- 2009 : La Gueule du Cougouar
- 2014 : Le cabinet vaudou des curiosités d'Adèle
- 2018 : Mayerling
- 2023 : Rose-amère

### Autres projets
Fulbert
- 2005 : Les Anges à la sieste